# Criorhina konakovi
Criorhina konakovi är en tvåvingeart som först beskrevs av Stackelberg 1955.  Criorhina konakovi ingår i släktet pälsblomflugor, och familjen blomflugor. Inga underarter finns listade i Catalogue of Life.